# 2253 Espinette
A 2253 Espinette (ideiglenes jelöléssel 1932 PB) egy marsközeli kisbolygó. George Van Biesbroeck fedezte fel 1932. július 30-án.